# Col·lagen tipus I
El col·lagen tipus I és el col·lagen més abundant del cos humà.
Es troba present en teixit granular, sent el producte final qual el teixit es repara.
Es troba en els tendons, l'endomisi de les miofibril·les i la part orgànica de l'os.